# Hagermarsch

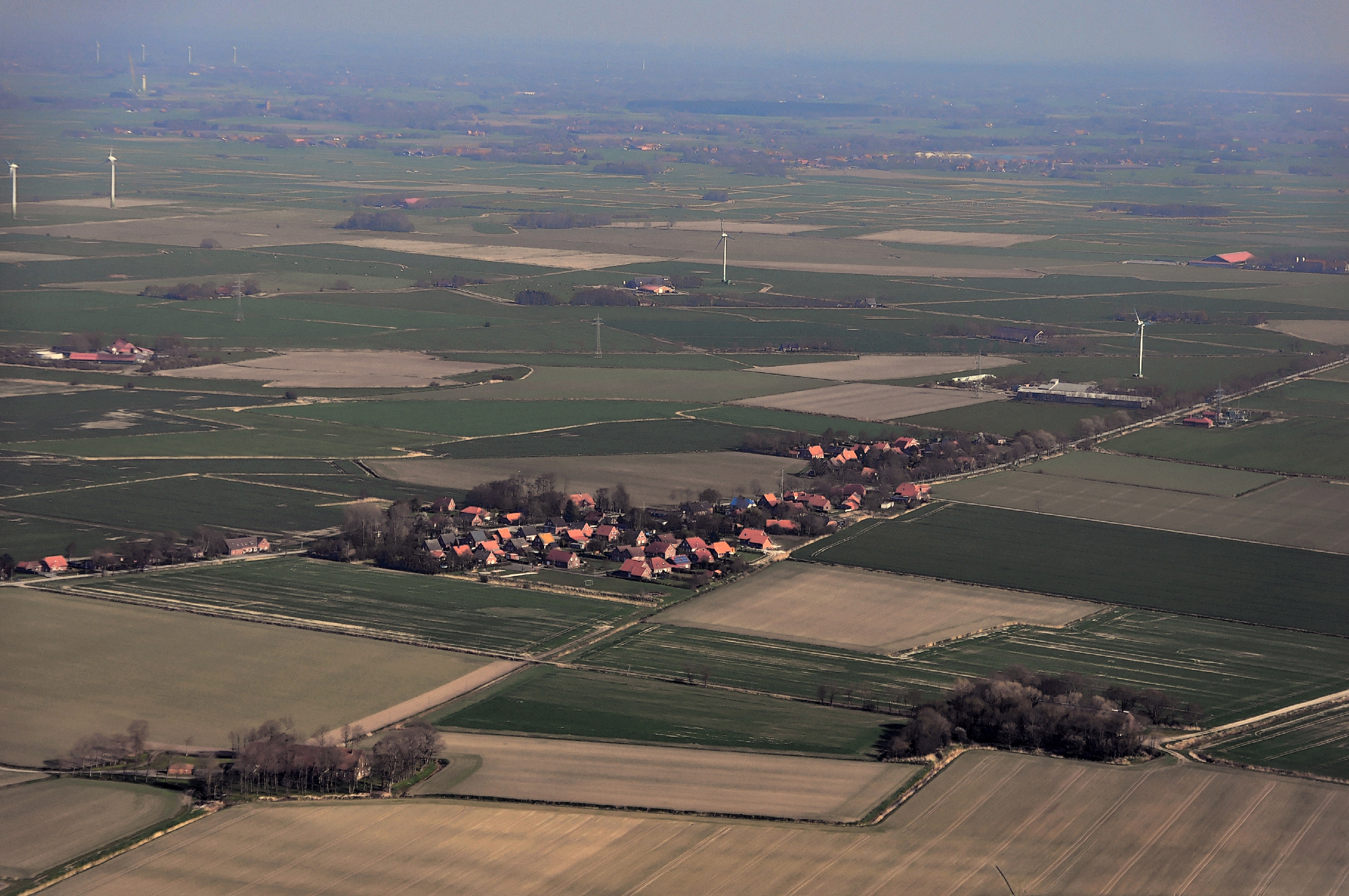
Luftaufnahme des Hagermarscher Ortsteils Hagermarsch (von Nordwesten)

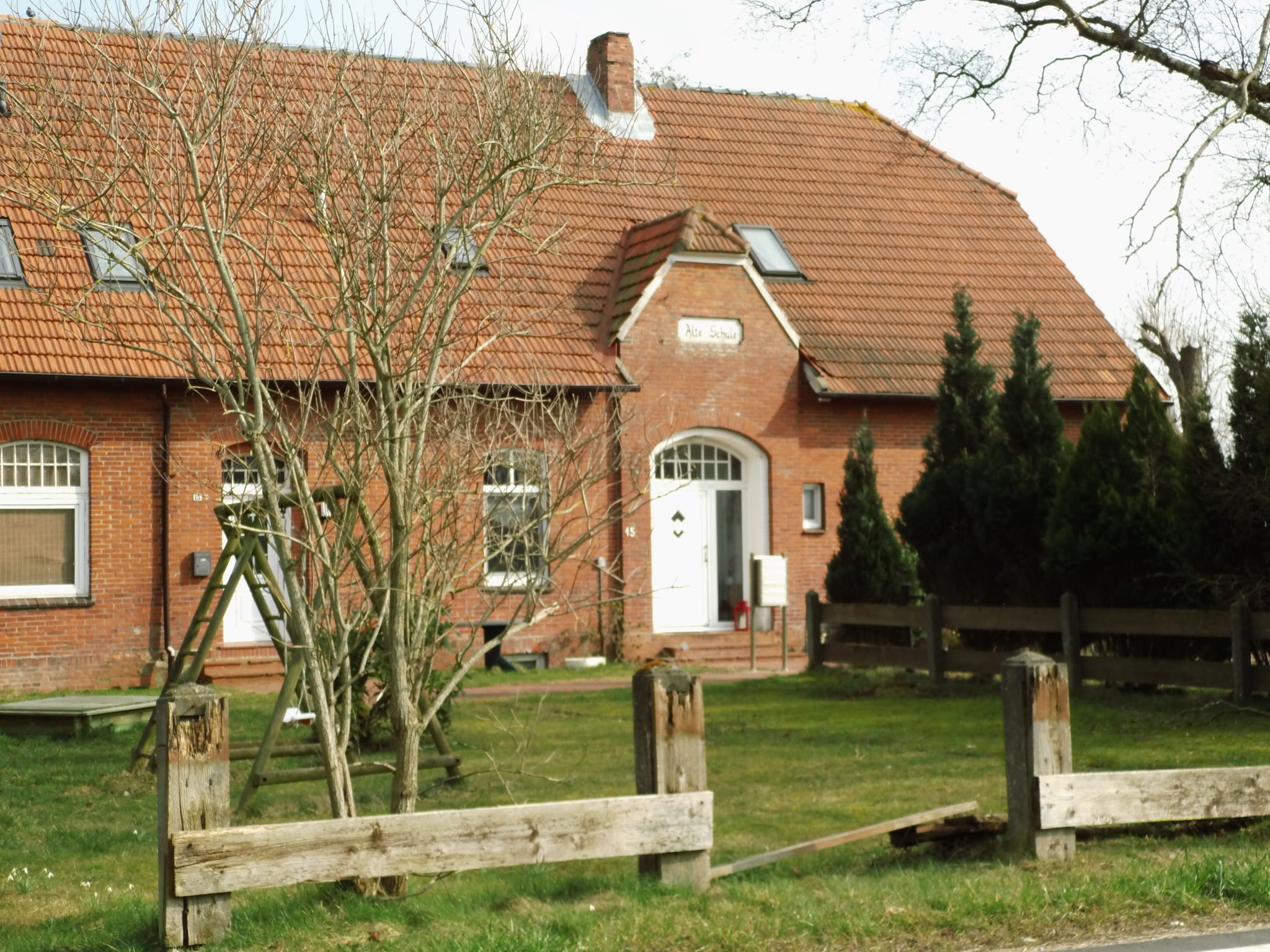
Alte Schule in Hagermarsch

Hagermarsch ist die bevölkerungsmäßig kleinste Gemeinde in der Samtgemeinde Hage im Landkreis Aurich in Ostfriesland. Die Gemeinde hat 406 Einwohner, die sich auf vier Ortsteile verteilen. Sie erstreckt sich dabei auf einer Fläche von 22,32 Quadratkilometern.

## Name
Die erste urkundliche Erwähnung des Gemeindenamens lässt sich für 1719 in der Schreibweise Hager Marsch nachweisen. Die heutige Schreibung ist für 1787 belegt.

## Geologie
Die Gemeinde Hagermarsch liegt fast vollständig in der ehemaligen Hilgenrieder Bucht (auch Hagermarscher Bucht genannt), deren Ausläufer, die Hilgenriede und die Wichter Ee, bis ins 8. Jahrhundert tief in das Norderland hineinragten und im Hager Geestrücken ihre natürliche Begrenzung fanden. Das Gemeindegebiet ist von der sogenannten Jungmarsch geprägt und verfügt über „frische junge Böden mit noch hohem Kalkgehalt.“ In ihrer Qualität entsprechen sie durchaus den besten Lössböden und eignen sich in besonderer Weise zum Ackerbau.

## Lage und Verkehrsanbindung
Die nördliche Grenze der Gemeinde Hagermarsch, die auf einer durchschnittlichen Höhe von 1,5 m über Meeresniveau (NN) liegt, bildet die Nordseeküste. Ihr vorgelagert ist hier das Ostende der Insel Norderney. Im Osten grenzt Hagermarsch an Nessmersiel, ein Ortsteil der Gemeinde Dornum. Die Südgrenze teilt sich die Gemeinde mit Hage und Lütetsburg, die Westgrenze mit Ostermarsch, einem Ortsteil der Stadt Norden.
Die Landstraße 5 verbindet Hagermarsch mit der Stadt Norden und den Sielorten Nessmer- und Dornumersiel. Sie wird im Ortsteil Theener von der Kreisstraße 213 gekreuzt. Diese führt in nördlicher Richtung nach Hilgenriedersiel und südlich auf die Kreisstraße 210, die Hage, den Hauptsitz der Samtgemeinde, mit Nesse verbindet.
Der Verkehrsverbund Ems-Jade (VEJ) bietet eine Reihe von Buslinien, die Hagermarsch mit den umliegenden Orten verbinden. So führen zum Beispiel die VEJ-Buslinie 414 nach Norden und Hage, die VEJ-Linie 413 nach Dornumersiel und die Linien 314 und 319 nach Dornum. Die nächsten Bahnhöfe befinden sich in Norden. In Hage existiert eine Haltestelle einer Museumsbahn, die in bestimmten Saisonzeiten zwischen Norden und Dornum verkehrt. Schiffsverbindungen zu den Inseln gibt es in Norddeich (Juist und Norderney) sowie Nessmersiel (Baltrum).

## Gemeindegliederung
Das Gemeindegebiet besteht aus den Ortsteilen Hagermarsch, Hilgenriedersiel, Theener und Junkersrott. Während die drei erstgenannten Ortschaften bereits vor der Gebietsreform in Niedersachsen eine Gemeinde bildeten, war Junkersrott bis zur Reform 1972 eine selbständige Gemeinde.

## Geschichte
Die Gemeinde Hagermarsch liegt größtenteils innerhalb der historischen Hilgenrieder Bucht. Die früheste urkundliche Erwähnung ist auf das Jahr 1719 datiert. Damals wird der Ort als in der Hager Marsch genannt. Der Ortsnamens ist eine Zusammensetzung bestehend aus dem Siedlungsnamen Hage und der Landform Marsch zu erkennen. Seit 1787 ist die heutige Schreibweise geläufig.
Die Besiedelung des Ortes dürfte aber bereits früher begonnen haben. So gibt es um das kleine frühmittelalterliche Gräberfeld Süderhaus einige Gehöftwurten, von denen aber bis dato keine Funde bekannt sind, so dass eine Datierung des Siedlungsbeginns schwierig ist.
Im Bereich der ehemaligen Hilgenriederbucht sollen im Jahre 884 in der Schlacht bei Norditi (auch Schlacht von Nordendi oder Schlacht an der Hilgenrieder Bucht) ein friesisches Heer unter Erzbischof Rimbert von Bremen-Hamburg und ein Heer dänischer Wikinger aufeinandergetroffen sein. Die Friesen siegten, was den vollständigen Rückzug der Wikinger aus Ostfriesland zur Folge hatte.
Im Ortsteil Hilgenriedersiel ist seit 1576 ein Siel nachgewiesen. 1925 wurde es wegen mangelnder Vorflut geschlossen. Heute erinnert ein Denkmal an das historische Siel. Hilgenriedersiel war bis 1873 für die Überfahrt und den Verkehr mit der Nordseeinsel Norderney bedeutsam. Danach verlagerte sich der Inselverkehr auf den Hafen von Norddeich. Von privaten Spediteuren wurde der Hilgenrieder Wattweg allerdings noch bis 1949 genutzt.
Im Jahre 1871 wird eine Ziegelei in Hagermarsch genannt, 1930 eine Hagermarscher Landstraße.
Während des Zweiten Weltkrieges richteten die Nationalsozialisten in der Hagermarsch ein Kriegsgefangenenlager ein. Es bestand aus einer Holzbaracke, in der 25 bis 30 französische Kriegsgefangene inhaftiert waren. Seit 1971 ist Hagermarsch Teil der Samtgemeinde Hage.

## Religion
Der weitaus überwiegende Teil der Einwohner Hagermarschs gehört der evangelisch-lutherischen Landeskirche Hannovers an. Eingepfarrt sind sie nach Hage; das für sie zuständige Gotteshaus ist die dortige St. Ansgari-Kirche. Die römisch-katholischen Christen gehören zur Pfarreiengemeinschaft St. Ludgerus mit Sitz in Norden. Sie verfügt in Hage über die Filialkirche St. Wiho an der Bahnhofsstraße. Freikirchler (zum Beispiel Baptisten, Mennoniten und Pfingstler) finden im nahe gelegenen Norden die jeweiligen Gemeindezentren.

## Politik

### Gemeinderat
Der Rat der Gemeinde Hagermarsch besteht aus 7 Ratsfrauen und Ratsherren. Dies ist die festgelegte Anzahl für die Mitgliedsgemeinde einer Samtgemeinde mit einer Einwohnerzahl bis zu 500 Einwohnern. Die sieben Ratsmitglieder werden durch eine Kommunalwahl für jeweils fünf Jahre gewählt. Die aktuelle Amtszeit begann am 1. November 2021 und endet am 31. Oktober 2026.
Die letzte Kommunalwahl vom 12. September 2021 ergab das folgende Ergebnis:
| Partei                         | Anteilige Stimmen | Anzahl Sitze |
| ------------------------------ | ----------------- | ------------ |
| Freie Wählergemeinschaft (FWG) | 44,19 %           | 3            |
| SPD                            | 37,21 %           | 3            |
| CDU                            | 18,60 %           | 1            |

Die Wahlbeteiligung bei der Kommunalwahl 2021 lag mit 63,79 % über dem niedersächsischen Durchschnitt von 57,1 %. Zum Vergleich – die Wahlbeteiligung bei der Kommunalwahl 2016 lag mit 65,24 % deutlich über dem niedersächsischen Durchschnitt von 55,5 %. Bei der vorherigen Kommunalwahl vom 10. September 2006 lag die Wahlbeteiligung bei 64,77 %.

### Bürgermeister
Der Gemeinderat wählte das Gemeinderatsmitglied Richard Gloger (Freie Wählergemeinschaft (FWG)) zum ehrenamtlichen Bürgermeister für die aktuelle Wahlperiode.

### Wappen
| Wappen von Hagermarsch | Blasonierung: „In Blau unter drei fächerförmig angeordneten goldenen Ähren aus silbernem Wellenschildfuß wachsend ein goldener Flechtzaun.“ |
| Wappen von Hagermarsch | Wappenbegründung: Die goldenen Ähren stehen für den Ackerbau auf dem fruchtbaren Marschenland. Der Flechtzaun erinnert an die Beziehung der Hager Marsch zum Flecken Hage (Hage bedeutet Gehege, eingehegtes Waldland). Die Wellen im Schildfuß symbolisieren die Lage Hagermarschs hinter dem Nordseedeich sowie die Bedrohung des Landes durch das Meer. Die Farben Blau und Gold verweisen auf den Altkreis Norden, zu dem der Ort ursprünglich gehörte. |